# Известковий
Известковий (на руски: Известковый) е селище от градски тип в Облученски район на Еврейската автономна област на Русия.
Разположено е на река Кимкан (басейна на Бира), на 104 км на запад от Биробиджан и на 37 км на изток от Облучие. През Известковий преминава автомобилния път Чита – Хабаровск.
Селището е разположено на Транссибирската магистрала, на която се намира станцията Известковая и от която тръгва разклонение на Байкало-Амурската магистрала (през Кулдур към Чегдомин).
През 2010 г. населението е 1809 жители, а през 2017 г. – 1636.
Статутът на селище от градски тип е придобит през 1948 г.

## История
През 1911 – 1913 г. е отделен парцел за строеж на железопътна станция, където по-късно се образува населеното място. Името Известковий е получено от варовиковите скали (на руски: известняк), разположени в близост до селището.
През 60-те години на 20 век в селището има следните производства и служби: въглищна електроцентрала, хлебозавод, зеленчукопреработвателен завод, дъскорезница, млекозавод, изправителна трудова колония за непълнолетни, предприятия на железопътния транспорт (депо, сортировочна за вагони, блокпост, станция), обществена баня с бюфет, пожарна, пречиствателна. В селището има две училища: за начални класове и средно училище № 170. Има и детски ясли и детска градина.